# Armenische Traubenhyazinthe
Die Armenische Traubenhyazinthe (Muscari armeniacum) ist eine Pflanzenart aus der Gattung der Traubenhyazinthen (Muscari) aus der Familie der Spargelgewächse (Asparagaceae).

## Merkmale

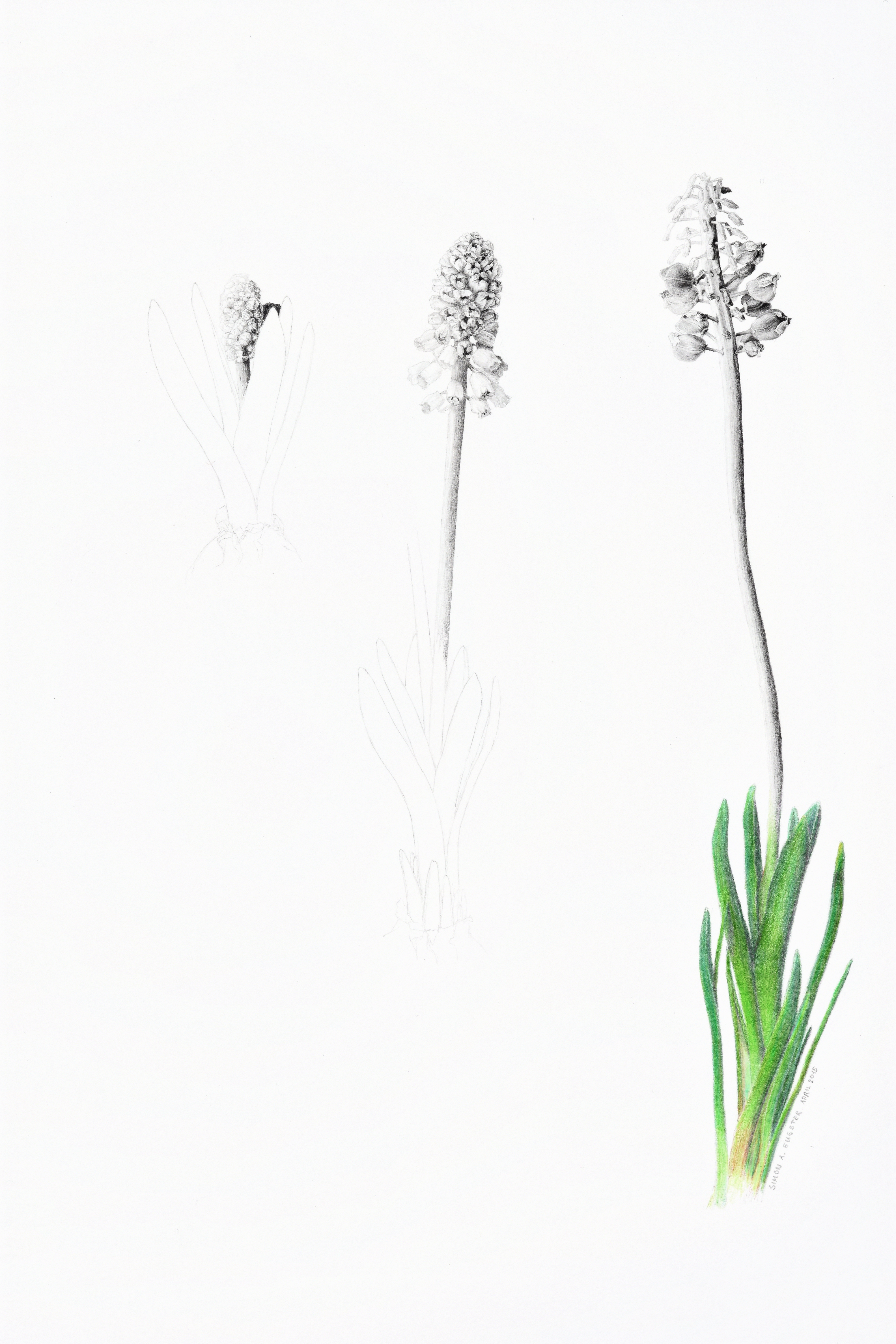
Wachstum eines Blütenstandes der Armenischen Traubenhyazinthe

Die Armenische Traubenhyazinthe ist eine herbstfrühjahrsgrüne, ausdauernde Zwiebelpflanze, die Wuchshöhen von 10 bis 20 (40) Zentimeter erreicht. Die Art bildet nur wenige Nebenzwiebeln aus. Die meist 3 bis 5, selten 2 bis 7 Laubblätter sind frischgrün, linealisch, liegend und messen 10 bis 25 × 0,2 bis 0,5 (1) Zentimeter. Der Blütenstand ist eine 2,5 bis 7,5 Zentimeter große, dichte, zur Blütezeit lockere Traube. Fruchtbare Blüten sind hellblau, verkehrteiförmig und messen 3,5 bis 5,5 × 2,3 bis 3,5 Millimeter. Die weniger als 20 sterilen Blüten sind kleiner, heller und blau. Bis auf die Blütenfarbe ähnelt die Armenische Traubenhyazinthe stark der Weinbergs-Traubenhyazinthe (Muscari neglectum), im Gegensatz zu dieser sind jedoch die Blüten leuchtend azurblau gefärbt und nicht bereift. Da verblühte Blüten nachdunkeln, ist die Armenische Traubenhyazinthe als Herbarbeleg kaum von den meisten anderen Arten der Gattung Muscari zu unterscheiden.
Die Blütezeit liegt im April.
Die Chromosomenzahl beträgt 2n = 18, seltener 36.

## Verbreitung
Das natürliche Verbreitungsgebiet der Armenischen Traubenhyazinthe umfasst den Balkan, Griechenland, die Türkei mit Ausnahme des Südostens, den Kaukasus und Transkaukasien. Hier wächst die Art auf felsig-schottrigen Rasenhängen, an Waldrändern und in Juniperus-Gebüschen in Höhenlagen von 700 bis 2400 Meter. Sie ist oft auf Kalk, Serpentin und Schiefer zu finden. In Mitteleuropa gilt sie als eingebürgerter Neophyt und zählt zu den Stinsenpflanzen. Seit 2024 wird sie als invasiver Neophyt eingestuft.

## Nutzung
Die Armenische Traubenhyazinthe wird verbreitet als Zierpflanze für Rabatten, Einfassungen und Naturgärten sowie als Schnittblume genutzt. Die Art ist seit spätestens 1877 in Kultur. Es gibt mehrere Sorten, beispielsweise 'Album' mit weißen Blüten und 'Blue Spike' mit verzweigtem Blütenstand und großen Blüten.